# مویرا مک‌تاگرت
دکتر مویرا کینراس مک‌تاگرت (به انگلیسی: Dr. Moira Kinross MacTaggert) یک شخصیت خیالی در کتاب‌های کامیک آمریکایی منتشر شده توسط مارول کامیکس است، که اغلب با مجموعه مردان ایکس در ارتباط است. شخصیت مویرا مک‌تاگرت توسط نویسنده کریس کلیرمونت و طراح دیو کاکرام خلق شده‌است، که برای اولین بار در شمارهٔ ۹۶ مردان-ایکس غیرطبیعی (دسامبر ۱۹۷۵) حضور پیدا کرد. او به عنوان یک نسل‌شناس و متخصص در امور جهش‌یافته‌ها مشغول به کار است.
اولیویا ویلیامز نقشی جزئی از شخصیت دکتر مویرا مک‌تاگرت را در فیلم مردان ایکس: آخرین ایستادگی (۲۰۰۶) ایفا کرده‌است. رز بیرن نیز نقش این شخصیت را در فیلم‌های مردان ایکس: کلاس اول (۲۰۱۱) و مردان ایکس: آپوکالیپس (۲۰۱۶) به عنوان یک مأمور سازمان سیا (در ازای یک متخصص نسل‌شناس) ایفا کرده‌است.